# Origine de réplication

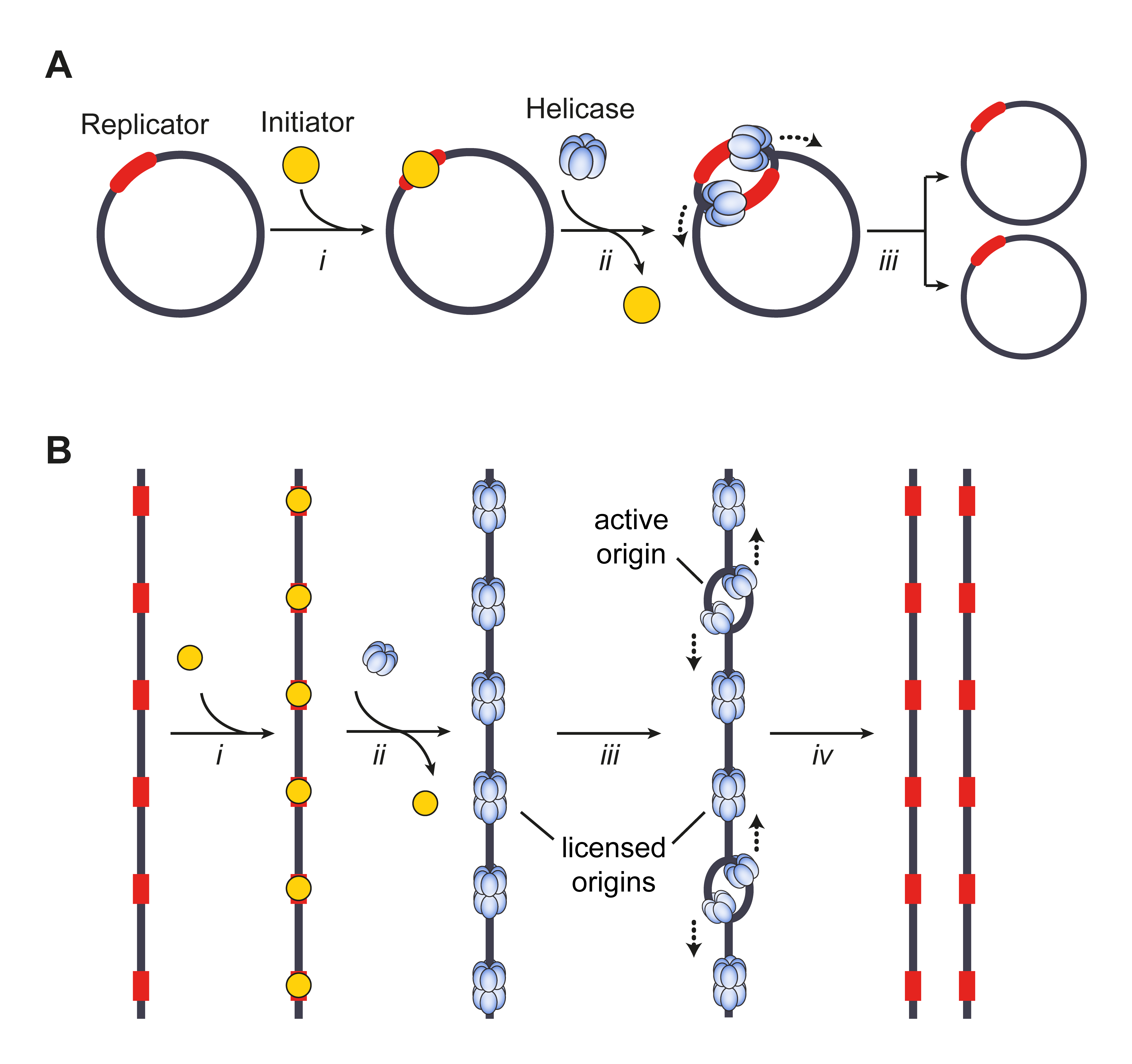
Origines de la réplication de l'ADN

Pour les articles homonymes, voir ORI.
 (janvier 2022).
Si vous disposez d'ouvrages ou d'articles de référence ou si vous connaissez des sites web de qualité traitant du thème abordé ici, merci de compléter l'article en donnant les références utiles à sa vérifiabilité et en les liant à la section « Notes et références ».
L'origine de réplication (aussi appelée « ori ») est une séquence unique d'ADN permettant l'initiation de la réplication. C'est à partir de cette séquence que débute une réplication unidirectionnelle ou bidirectionnelle.
La structure de l'origine de réplication varie d'une espèce à l'autre ; elle est donc spécifique bien qu'elles aient toutes certaines caractéristiques. Un complexe protéique se forme au niveau de cette séquence et permet l'ouverture de l'ADN et le démarrage de la réplication.
Les procaryotes ont, en général, une seule molécule d'ADN circulaire et donc en général une seule origine de réplication. Selon les espèces d'Archées, il peut y avoir une ou plusieurs origines de réplication par réplicon. Les eucaryotes ont plusieurs origines de réplication sur chaque chromosome.
L'origine de réplication d’Escherichia coli est connue sous le nom d'oriC et s'étend sur 245 paires de bases (pb). Elle contient en amont une séquence de 13 pb (GATCTNTTNTTTT) répétée trois fois, et plus en aval, cinq séquences de 9 pb (9mères) qui sont dans l'une ou l'autre orientation. Des protéines, appelées DnaA, vont se lier aux séquences répétées de 9 pb. L'ADN va ensuite s'enrouler autour du complexe protéique de DnaA. Ce changement de conformation de l'ADN entraîne l'ouverture de la double hélice d'ADN au niveau des séquences répétées de 13 pb riches en adénine et thymine ce qui permet aux enzymes et autres facteurs de se lier sur les brins dissociés et de démarrer la réplication.